# A estas alturas de la vida
A estas alturas de la vida es una película ecuatoriana dirigida por Manuel Calisto y Álex Cisneros, y protagonizada por ambos junto a Sonia Valdez. Se estrenó en salas de cine comercial el 23 de mayo de 2014. Es una película de suspenso y humor negro, realizada en blanco y negro.

## Trama
La historia trata de dos amigos incondicionales pero tan diferentes, Daniel y Martín, ambos cerca de los 40 años, uno es un don nadie mujeriego y el otro un sabelotodo fracasado, el primero prefiere mantener una vida frenética y el segundo desea alcanzar grandes metas, quienes se encuentran en una terraza de un edificio, manteniendo un diálogo que demuestra su inteligencia y sensibilidad, donde hablan de sus problemas cotidianos de un mundo que está allá abajo, del cual está lleno de prejuicios y no sienten ser compatibles, pero que tienen que mentir para así intentan hacer lo posible por encajar, sintiendo un escape al tener estos diálogos en el mundo de arriba, es decir en la terraza. Ellos también entran en un tema de voyeurismo cuando curiosean a los vecinos para ver que están haciendo por medio de un telescopio y comentar sobre ello, divirtiéndose hasta que son interrumpidos con la llegada de Alicia, una vecina con la que mantienen la conversa pese a que ella tiene su forma de ser muy marcada como el de una persona del mundo de abajo, es decir la ciudad.

## Elenco
- Álex Cisneros como Daniel.
- Manuel Calisto como Martín.
- Sonia Valdez como Alicia.

## Antecedentes
La historia nació de Cisneros y Calisto, quienes querían retratar los problemas de muchas personas que tienen que encajar en una sociedad a la que deben seguir sus normas. Inicialmente pensaron en hacerla una obra teatral, pero decidieron hacerlo un largometraje. Cisneros escribió la historia, la cual Calisto se encargó de revisar, corregir y modificar acorde a lo que se quería mostrar, con sus giros y estructura final del proyecto.

## Producción

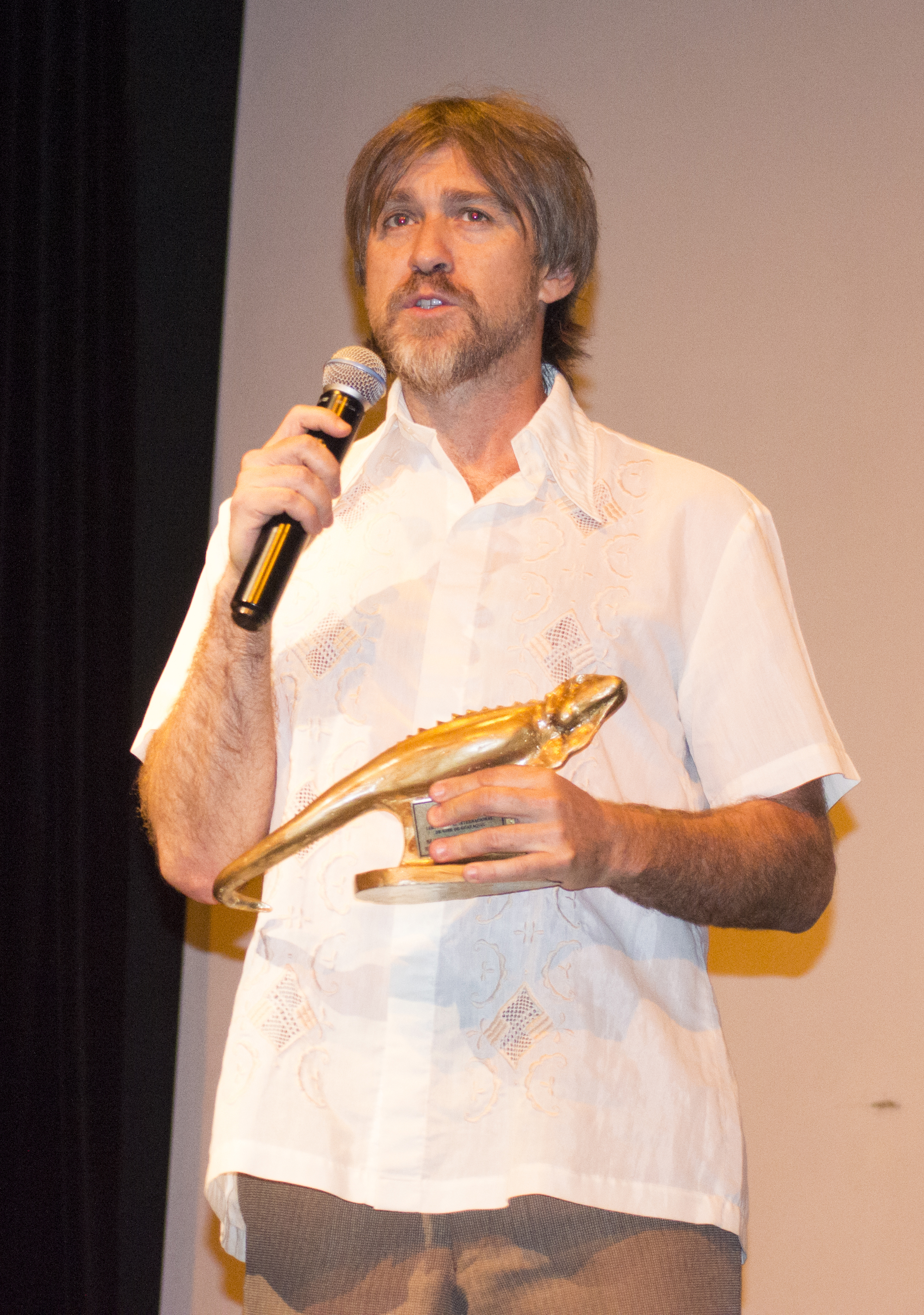
Alex Cisneros en 2015 con la Iguana Dorada a la mejor dirección de fotografía del Festival Internacional de Cine de Guayaquil.

La cinta fue escrita y dirigida por Álex Cisneros y Manuel Calisto, quienes se encargaron de concebir la historia después de doce borradores antes de llegar al guion final, y ser los actores principales junto a la tercera integrante, Sonia Valdez. La película está totalmente realizada en la terraza de un edificio de la ciudad de Quito y fue rodada en 17 días del mes de mayo de 2011, dos meses antes del asesinato de uno de sus actores y directores, Manuel Calisto, quien falleció luego de recibir un disparo al haber sido víctima de un robo en su domicilio.
La película está realizada a blanco y negro para darle suspenso entre ambos personajes y llevados por la influencia de Hitchcock, tanto en su cinematografía como en sus diálogos y con un poco de humor negro. Para Cisneros fue muy difícil continuar postproducción del filme, debido a que tenía que lidiar con el recuerdo de su amigo fallecido al verlo en las tomas. Incluso se tuvo que realizar tomas que faltaron de Calisto con un doble.
Debido a la carga de diálogos entre coloquial y refinado, el blanco y negro en la fotografía a cargo de Simón Brauer juega un papel muy importante a la hora de evitar la distracción de la vista para que repose la atención en el oído del espectador. Así mismo, tanto el diálogo, como el escenario único y la cantidad reducida de personajes, lo mantiene en un estatus teatral. El lenguaje cinematográfico ayuda a separar de lo teatral con tomas de ángulos determinados y cierre de planos, así como el respiro que tiene la cinta en los flashbacks de otros espacios o cortes a negro, y el sonido ambiental que ayuda a digerir los diálogos, reflexiones y pequeños sucesos. La película tiene una duración de 78 minutos.

## Festivales y premios
La película fue parte de la selección oficial en la edición 28 del Festival de Cine de Mar del Plata, en Argentina, donde estuvo nominada a la categoría de Competencia latinoamericana. Se exhibió en la tercera edición del Festival de Cine Orquídea, en Cuenca. La película obtuvo el premio Iguana Dorada a la Mejor dirección de fotografía en la primera edición del Festival Internacional de Cine de Guayaquil.